# Theodor Körner (forfatter)
 For alternative betydninger, se Theodor Körner. (Se også artikler, som begynder med Theodor Körner)
Karl Theodor Körner (født 23. september 1791 i Dresden, død 26. august 1813 ved Gadebusch i Mecklenburg) var en tysk frihedsdigter. Han var søn af Christian Gottfried Körner.